# Drawback
O Regime Aduaneiro Especial de Drawback é considerado, nos termos da Lei nº 8.402/1992, um incentivo fiscal à exportação. O regime consiste na suspensão ou eliminação de tributos incidentes sobre a aquisição de insumos utilizados na produção de bens a serem exportados. Tal mecanismo, ao reduzir os custos de produção de produtos exportáveis, torna-os mais competitivos no mercado internacional. 

## Modalidades
São três as modalidades de drawback: 
- Drawback Integrado Suspensão: importação e/ou aquisição no mercado interno de matérias-primas, embalagens, insumos e componentes que serão utilizados na industrialização de produto a ser exportado, com suspensão de tributos federais (II, IPI, PIS, Cofins, PIS-Importação, Cofins-Importação e AFRMM)[3] e isenção de ICMS[4], nos termos e condições previstos no Convênio ICMS 185/10. As obrigações tributárias ficam suspensas pelo prazo de 1 ano, prorrogável por mais 1 ano. Caso não ocorra a comprovação das exportações nos termos e condições previstos na legislação, os impostos suspensos deverão ser recolhidos com os devidos acréscimos legais.

- Drawback Integrado Isenção: importação e/ou aquisição no mercado interno de matérias-primas, embalagens, insumos e componentes equivalentes aos empregados ou consumidos na industrialização de produto exportado é isenta do imposto de importação e reduzida à alíquota zero de outros tributos federais (IPI, PIS, COFINS, PIS-Importação, Cofins-Importação)[5]. O interessado deve comprovar as aquisições tributadas e o efetivo embarque das mercadorias exportadas.

Essas duas primeiras modalidades de Drawback são administradas pela Secretaria de Comércio Exterior - SECEX do Ministério do Desenvolvimento Indústria e Comércio Exterior. Os detalhes e especificações sobre o assunto são regidos pela Portaria SECEX 23/2011.
- Drawback Restituição: devolução total ou parcial de tributos federais (II, IPI, PIS-Importação, Cofins-Importação e AFRMM) recolhidos quando da importação de matérias primas, embalagens, insumos e componentes utilizados na fabricação de mercadorias comprovadamente exportadas. A restituição é feita através de crédito fiscal e deverá ser requerida à Secretaria da Receita Federal do Brasil dentro de 90 (noventa) dias a contar da efetiva exportação, podendo ser este prazo prorrogado por igual período a pedido do interessado, devidamente justificado.

A concessão dessa terceira modalidade é feita pela Secretaria da Receita Federal do Brasil e se encontra regulamentada pelo Decreto nº 6.759/09 (Regulamento Aduaneiro) e Instruções Normativas SRF nº 30/1972 e 10/1982.

## Drawback Integrado Isenção
A modalidade de Drawback Integrado Isenção determina que a aquisição no mercado interno ou a importação, de forma combinada ou não, de mercadoria equivalente à empregada ou consumida na industrialização de produto exportado (exportação prévia) poderá ser realizada com isenção da Contribuição para o PIS, da COFINS, da Contribuição para o PIS-Importação e da COFINS-Importação.
Nesta modalidade a exportação já foi realizada, trata-se, portanto, de importação ou compra no mercado interno de mercadorias equivalentes às empregadas ou consumidas na industrialização de produtos exportados anteriormente, para reposição de estoques.
A isenção aplica-se também à aquisição no mercado interno ou à importação de mercadoria idêntica ou equivalente à empregada em reparo, criação, cultivo ou atividade extrativista de produto já exportado.
Não caberá a isenção nas seguintes hipóteses:
a) aluguéis de prédios, máquinas e equipamentos, embarcações e aeronaves pagos a pessoa jurídica, utilizados nas atividades da empresa;
b) valor das contraprestações de operações de arrendamento mercantil de pessoa jurídica;
c) máquinas, equipamentos e outros bens incorporados ao ativo imobilizado, adquiridos ou fabricados para locação a terceiros ou para utilização na produção de bens destinados à venda ou na prestação de serviços;
d) edificações e benfeitorias em imóveis próprios ou de terceiros, utilizados nas atividades da empresa, quando o custo, inclusive de mão-de-obra, tenha sido suportado pela locatária;
e) bens recebidos em devolução, cuja receita de venda tenha integrado faturamento do mês ou de mês anterior;
f) energia elétrica e energia térmica, inclusive sob a forma de vapor, consumidas nos estabelecimentos da pessoa jurídica;
g) armazenagem de mercadoria e frete na operação de venda, quando o ônus for suportado pelo vendedor.

## Drawback Integrado Suspensão
A aquisição no mercado interno ou a importação, de forma combinada ou não, de mercadoria para emprego ou consumo na industrialização de produto a ser exportado poderá ser realizada com suspensão do pagamento da Contribuição para o PIS, da COFINS, além da Contribuição para o PIS-Importação e da COFINS-Importação.
Trata-se de exportação futura, a suspensão se converte em isenção com a efetiva exportação do produto final.
As suspensões alcançam também à aquisição no mercado interno ou à importação de mercadorias para emprego em reparo, criação, cultivo ou atividade extrativista de produto a ser exportado.
O produto a ser exportado é aquele destinado ao exterior ou vendido diretamente a empresas comerciais exportadoras com fim específico de exportação para o exterior.
Não caberá a suspensão nas seguintes hipóteses:
a) aluguéis de prédios, máquinas e equipamentos, embarcações e aeronaves pagos a pessoa jurídica, utilizados nas atividades da empresa;
b) valor das contraprestações de operações de arrendamento mercantil de pessoa jurídica;
c) máquinas, equipamentos e outros bens incorporados ao ativo imobilizado, adquiridos ou fabricados para locação a terceiros ou para utilização na produção de bens destinados à venda ou na prestação de serviços;
d) edificações e benfeitorias em imóveis próprios ou de terceiros, utilizados nas atividades da empresa, quando o custo, inclusive de mão-de-obra, tenha sido suportado pela locatária;
e) bens recebidos em devolução, cuja receita de venda tenha integrado faturamento do mês ou de mês anterior;
f) energia elétrica e energia térmica, inclusive sob a forma de vapor, consumidas nos estabelecimentos da pessoa jurídica;
g) armazenagem de mercadoria e frete na operação de venda, quando o ônus for suportado pelo vendedor.

## Operações Especiais
A Portaria SECEX nº 23/2011 enumera cinco tipos de operações especiais de drawback:
- Drawback para embarcação: concedido nas modalidades suspensão e isenção. Caracteriza-se pela importação de mercadoria utilizada em processo de industrialização de embarcação, destinada ao mercado interno, conforme § 2º do art. 1º da Lei nº 8.402/1992.

- Drawback para fornecimento no mercado interno: concedido na modalidade suspensão. Caracteriza-se pela importação de matérias-primas, produtos intermediários e componentes destinados à fabricação, no País, de máquinas e equipamentos a serem fornecidos, no mercado interno, em decorrência de licitação internacional, contra pagamento em moeda conversível proveniente de financiamento concedido por instituição financeira internacional, da qual o Brasil participe, ou por entidade governamental estrangeira, ou ainda, pelo Banco Nacional de Desenvolvimento Econômico e Social (BNDES), com recursos captados no exterior, de acordo com as disposições constantes do art. 5º da Lei nº 10.184/2001.

A concessão do regime para a aquisição no mercado interno não se aplica às operações especiais supracitadas.
- Drawback Genérico – caracterizado pela discriminação genérica da mercadoria a importar e o seu respectivo valor;
- Drawback Sem Cobertura Cambial - quando não há cobertura cambial, parcial ou total, na importação;
- Drawback Solidário - quando existe participação solidária de duas ou mais empresas industriais na importação;

- Drawback sem expectativa de pagamento: concedida exclusivamente na modalidade suspensão (integrado, fornecimento ao mercado interno ou embarcação). Caracteriza-se pela não expectativa de pagamento, parcial ou total, da importação.

- Drawback intermediário: concedido nas modalidades suspensão e isenção. Caracteriza-se pela importação e/ou aquisição no mercado interno de matérias primas, embalagens, insumos e componentes com desoneração de tributos federais (II, IPI, PIS, Cofins, PIS-Importação, Cofins-Importação e AFRMM) por empresas denominadas fabricantes-intermediários, que, após processo de industrialização, fornece o produto intermediário a outras empresas industriais-exportadoras no País, para a fabricação de produto final destinado à exportação.
- Drawback para Fornecimento no Mercado Interno - que trata de importação de matéria-prima, produto intermediário e componente destinados à industrialização de máquinas e equipamentos no País, para serem fornecidos no mercado interno, em decorrência de licitação internacional - venda equiparada à exportação (Lei nº 8.402, de 08/01/92).